# Пенза (Чишминский район)
Пенза (баш. Пөнза) — деревня в Чишминском районе Республики Башкортостан Российской Федерации. Входит в состав Дурасовского сельсовета. 
Находится на правом берегу реки Дёмы.

## География

### Географическое положение
Расстояние до:
- районного центра (Чишмы): 24 км,
- центра сельсовета (Дурасово): 2 км,
- ближайшей ж/д станции (Усманово): 15 км.

## Население
| 2002 | 2009 | 2010 |
| ---- | ---- | ---- |
| 133  | →133 | →133 |

Национальный состав
Согласно переписи 2002 года, преобладающие национальности — башкиры (67 %), русские (28 %).

## Религия
В деревне есть мечеть «Аккош» и православная часовня в честь преподобного Сергия Радонежского.